# Sumidouro (Rio de Janeiro)
Sumidouro é um município brasileiro do estado do Rio de Janeiro. Localiza-se a 22º02'59" de latitude sul e 42º40'29" de longitude oeste, a 355 metros de altitude. 
Sua população, conforme o Censo 2022 do Instituto Brasileiro de Geografia e Estatística (IBGE), é de 15 206 habitantes. Possui uma área territorial de 2 413,407km².
O município é vizinho de Nova Friburgo, Teresópolis, Carmo, Sapucaia e Duas Barras.

## Demografia
O município evoluiu no Índice de Desenvolvimento Humano Municipal (IDHM). No ano de 1991, o índice era de 0,341. No ano de 2000, era de 0,500. O mais recente medido, no ano de 2010 com 0,611.

## Política
O prefeito de Sumidouro é Galileu de Freitas do Partido Liberal. O vice prefeito é Amarildo Pimentel. A Câmara Municipal de Sumidouro tem 9 vereadores.

### Zonas eleitorais e eleitores
A zona eleitoral desse município é a 64 e tem 42 sessões. Em 2013, Sumidouro tinha 13.145 eleitores inscritos.